# Činěves
Činěves – gmina w Czechach, w powiecie Nymburk, w kraju środkowoczeskim. Według danych z dnia 1 stycznia 2013 liczyła 479 mieszkańców.
W miejscowości jest przystanek kolejowy Činěves.